# ریرا سوزوکی
ریرا سوزوکی (انگلیسی: Rira Suzuki; ۶ سپتامبر ۱۹۹۸) وزنه‌بردار زن اهل ژاپن است.
وی در مسابقات کشوری و بین‌المللی در مجموع برندهٔ ۱ مدال نقره شده‌است.